# Broos van Erp
Ambrosius Antonius Maria Emmanuel (Broos) van Erp (Best, 12 oktober 1933 - Best, 2 juni 1997) was een Nederlands politicus. Namens de VVD was hij van 1978 tot zijn overlijden in 1997 lid van de Tweede Kamer.
Van Erp was oorspronkelijk eigenaar van een banketbakkerij in Best, die hij had overgenomen van zijn vader. Hij werd in 1970 gemeenteraadslid in zijn woonplaats, en kwam in 1975 in de Provinciale Staten van Noord-Brabant. Op 16 januari 1978 kwam hij tussentijds in de Tweede Kamer. In het parlement kwam hij op voor de belangen van het midden- en kleinbedrijf. Hij maakte zich sterk voor het gebruik van ICT en voor vermindering van de administratieve lasten voor ondernemers. Namens de VVD was Van Erp woordvoerder midden- en kleinbedrijf en binnenlandse zaken.
Door een te lage plek op de kandidatenlijst van zijn partij werd Van Erp bij de verkiezingen van 1986 en 1989 niet meteen herkozen, maar beide keren kwam hij na het vrijkomen van een zetel enkele maanden later alsnog terug in het parlement. In 1995 voerde hij namens zijn fractie het woord bij de behandeling van de Winkeltijdenwet. Van Erp grossierde tijdens zijn politieke loopbaan in nevenfuncties. Zo was hij bestuurslid en voorzitter van het Koninklijk Nederlands Ondernemers Verbond, vicevoorzitter van de Kamer van Koophandel Zuid-Oost Noord-Brabant en voorzitter van de VVV in Best.
Van Erp overleed in 1997 aan leverkanker. Op zijn sterfbed kreeg hij van collega-Kamerlid Hans Janmaat een trap na, toen deze hem in een brief een bepaald politiek standpunt aanwreef. "Op het eind van uw leven wilt u geen afstand daarvan nemen en kiest u voor de gebruikelijke hielenlikkerij. Dat is jammer. Verwacht had mogen worden dat u in deze wel zeer trieste situatie boven zichzelf zou uitstijgen. Deze les heeft u evenwel nog niet geleerd", schreef Janmaat in januari 1997.
Na het overlijden van Van Erp werd door het ministerie van Economische Zaken een speciale prijs naar hem vernoemd, bedoeld voor jonge bedrijven die een innovatief product op het gebied van nieuwe media hebben ontwikkeld. De Broos van Erp Prijs werd op 27 mei 1998 voor het eerst uitgereikt, aan de Nederlandse Service Apotheek.

## Persoonlijk
Van Erp was sinds 1962 getrouwd en heeft twee dochters.
- Biografisch Portaal: 74407602
- Parlement.com: vg09llm76fyb